# 矮灯心草
矮灯心草（学名：Juncus minimus）屬於低矮草本，高3-5釐米，是灯心草科灯心草属的植物。分布于不丹、锡金、尼泊尔以及中国大陆的四川、西藏等地，生长于海拔4,360米的地区，常生长在河岸沙地边，目前尚未由人工引种栽培。